# Karl Böhm

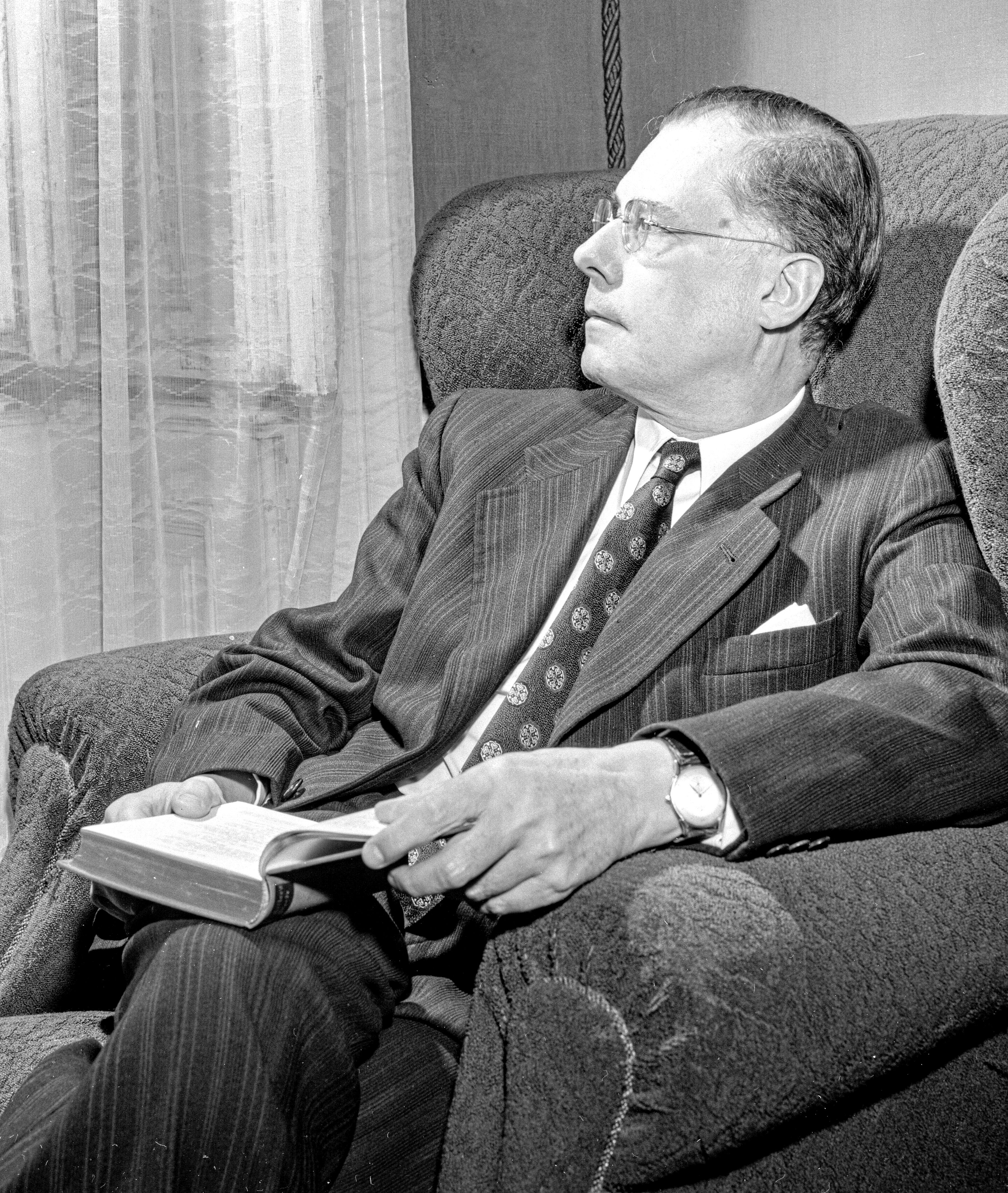
Karl Böhm (um 1950)

Karl August Leopold Böhm (* 28. August 1894 in Graz, Österreich-Ungarn; † 14. August 1981 in Salzburg) war ein österreichisch-deutscher Dirigent.

## Leben

### Frühe Jahre

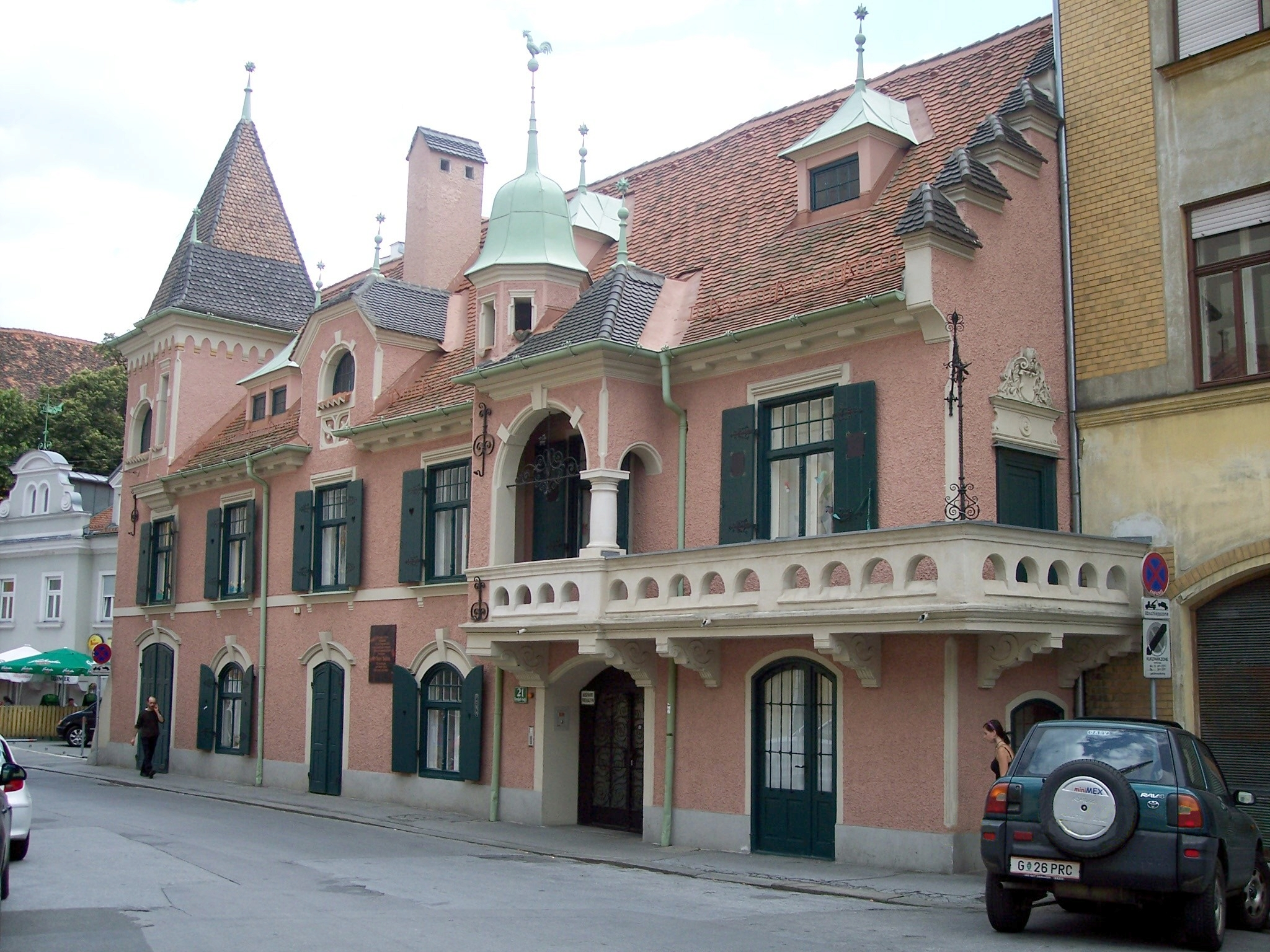
Böhm-Schlössl in Graz

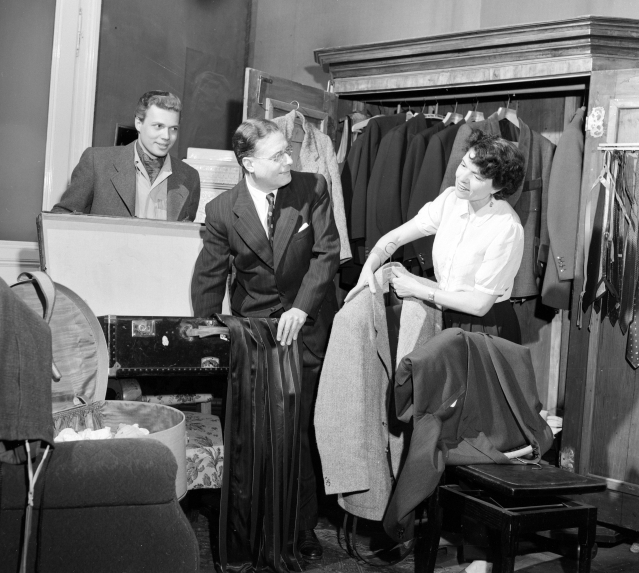
Mit Frau Thea und Sohn Karlheinz in seiner Wiener Wohnung

Karl Böhm wurde als Sohn des Grazer Rechtsanwalts Leopold Böhm (1865–1933) und seiner Frau Sophie, geb. Franz (1873–1952), im Böhm-Schlössl im Grazer Stadtbezirk Gries (heute: Maria-Stromberger-Gasse) geboren. Böhm stammte väterlicherseits von Deutschböhmen aus dem Egerland und mütterlicherseits von Elsässern ab. Er studierte zunächst wie sein Vater die Jurisprudenz und promovierte zum Doktor der Rechte. Sein Ziel war es in seiner frühen Jugend noch, Pianist zu werden, doch erkannte er, für den Dirigentenberuf geschaffen zu sein. Er studierte am Wiener und am Grazer Konservatorium Klavier und Musiktheorie.
Böhms Dirigentenkarriere begann 1917 in seiner Heimatstadt Graz. Mit der Unterstützung von Bruno Walter berief man ihn 1921 an die Oper München. 1927 wurde er Generalmusikdirektor in Darmstadt. Im selben Jahr heiratete er die Sopranistin Thea Linhard. Das einzige Kind aus dieser Ehe war der Schauspieler Karlheinz Böhm (1928–2014), der die Hilfsorganisation „Menschen für Menschen“ gründete. Die Schauspielerinnen Kristina Böhm und Katharina Böhm sind seine Enkelinnen.

### Zeit des Nationalsozialismus
1931 wurde Böhm Generalmusikdirektor an der Hamburger Oper. Auf Fürsprache Adolf Hitlers wurde Böhm Anfang 1934 aus seinem Vertrag in Hamburg mit der Absicht entlassen, umgehend an die Semperoper in Dresden zu wechseln, um dort Nachfolger von Fritz Busch (1890–1951) zu werden, den das NS-Regime aus politischen Gründen zum Rücktritt und zur Emigration genötigt hatte. Die Stelle in Dresden hatte Böhm bis 1943 inne.
Böhm war kein Mitglied der NSDAP, äußerte aber zur Amtseinweisung Anfang Januar 1934 in Dresden, er kenne nur eine Einstellung im nationalsozialistischen Sinne. Er war Mitglied in dem (von Alfred Rosenberg gegründeten) Kampfbund für deutsche Kultur, der im Juni 1934 im Zuge der gesellschaftlichen Gleichschaltung mit anderen Organisationen fusionierte.
Am 2. August 1935 schrieb Böhm dem Reichsdramaturgen Rainer Schlösser: „Da ich von Geburt aus Österreicher bin, jetzt seit zwölf Jahren reichsdeutscher Staatsangehöriger, und natürlich in Wien viele Anhänger, besonders im nationalsozialistischen Lager habe, glaube ich, daß diese Konzerte propagandistisch von größtem Vorteil für Deutschland sein können (...)“ In einem weiteren Schreiben zur Erlangung der Auftrittsgenehmigung in Wien vom 13. August 1935 erklärte er: „Es ist sicher im Sinne der Regierung gelegen, wenn ich als deutscher Dirigent nach Wien gehe, um dort den zahlreichen Anhängern der nationalsozialistischen Idee neue Anregung zu geben, umsomehr als ich gebürtiger Österreicher bin. […] Heil Hitler!“
Auf dem Reichsparteitag der NSDAP dirigierte er am 8. September 1936 Wagners Die Meistersinger von Nürnberg.
Kurz nach dem Anschluss Österreichs dirigierte Böhm am 30. März 1938 im Wiener Konzerthaus die Wiener Symphoniker beim „Ersten festlichen Konzert im neuen deutschen Reich“, begrüßte das Publikum mit dem Hitlergruß (ohne dazu verpflichtet gewesen zu sein) und ließ einleitend das Horst-Wessel-Lied spielen. Zur „Volksabstimmung“ über den Anschluss Österreichs schrieb Böhm im April 1938: „Wer dieser Tat des Führers nicht mit einem hundertprozentigen JA zustimmt, verdient nicht, den Ehrennamen Deutscher zu tragen.“
In einem Artikel (veröffentlicht April 1939) schrieb Böhm, dass „der Weg der heutigen Musik […] gebahnt ist durch die Weltanschauung des Nationalsozialismus“, und befürwortete, dass „alle etwaigen künstlerischen ‚Entgleisungen‘, die dem Volksempfinden nicht Rechnung trügen, von vornherein unmöglich gemacht werden“.
1941 wurde Böhm im Buch Künstler plaudern wie folgt zitiert: „In München hatte ich ein unvergessliches Erlebnis: Es war an jenem denkwürdigen 9. November 1923, da die braunen Kolonnen Adolf Hitlers zum Marsch nach der Feldherrnhalle antraten. […] dort spielten sich die erschütternden Ereignisse ab, die einen Markstein in der deutschen Geschichte bilden. […] Wir sahen das Blut, das für die Idee vergossen wurde, die siegreich geworden ist.“
1943 wechselte Böhm von Dresden nach Wien, wo er Direktor der Wiener Staatsoper wurde. Infolge der Intervention von Reichsleiter Baldur von Schirach erhielten Karl Böhm und seine Frau Thea eine „arisierte“ Villa in Wien 18, Sternwartestraße 70. Deren rechtmäßige Eigentümer wurden nach dem Krieg entschädigt.
1944, in der Endphase des Zweiten Weltkriegs, als viele Künstler zum Kriegsdienst eingezogen oder zum Arbeitseinsatz an der „Heimatfront“ verpflichtet wurden, nahm ihn Hitler in die Gottbegnadeten-Liste als einen der 15 wichtigsten Dirigenten auf, was einer Freistellung gleichkam.
Später schrieb Böhm in seinen Memoiren: „Die Tatsache, daß ich nicht emigriert bin, hat man mir später ebenfalls verübelt. […] Ich hatte damals leider kein Angebot von der Met oder von Covent Garden. […] Ich […] glaube aber im Verlaufe meiner Tätigkeiten sowohl in Dresden sowie später in Wien bewiesen zu haben, auf welcher Seite ich immer gestanden bin.“
Ob Böhm sich jemals antisemitisch geäußert hat, ist umstritten. Laut dem Historiker Oliver Rathkolb ist (Stand 2010) von Böhm „keine antisemitische Äußerung bekannt“. Ein 2001 erschienenes Buch zitiert Böhm allerdings wie folgt: „Solange noch ein Jude in der Ostmark lebt, werde ich nicht zum Taktstock greifen.“

### Nachkriegszeit

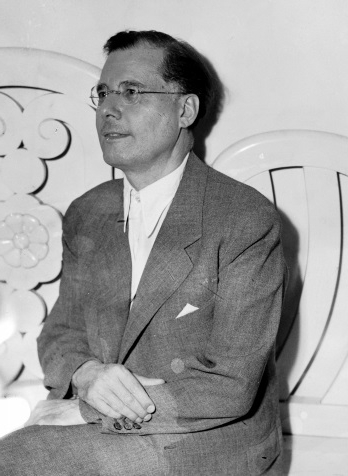
Aufnahme aus dem Salzburger Festspielhaus (1947)

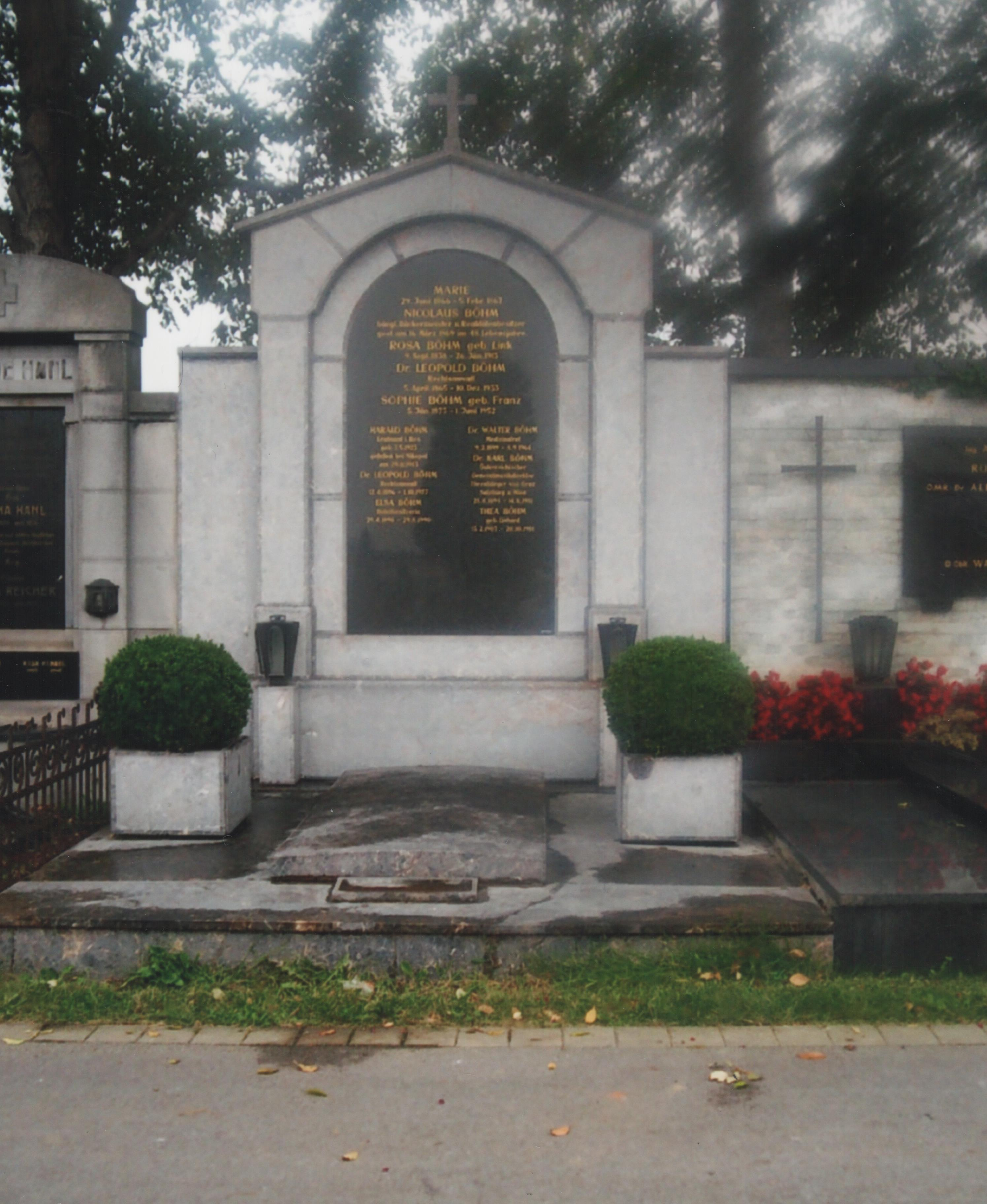
Grabstätte von Karl Böhm

1945 entfernten ihn die alliierten Besatzungsbehörden wegen zu großer Nähe zum NS-Regime aus dem Amt des Direktors der Wiener Staatsoper und belegten ihn mit einem Auftrittsverbot (ähnlich wie es Herbert von Karajan erhielt). Von 1955 (genau nach Ende der Besatzungszeit) bis 1956 war er ein zweites Mal mit diesem Amt betraut. Vorwürfe, er sei zu wenig in Wien präsent, sowie Protestkundgebungen während von ihm dirigierter Vorstellungen bewogen Böhm schließlich, das Amt niederzulegen. Sein Nachfolger wurde Karajan. In einem offenen Brief bestritt Böhm anschließend Probleme zwischen ihm und dem Ensemble und sprach diesem und dem Wiener Publikum ausdrücklich Dank und Anerkennung aus.
Vor allem ab den 1960er Jahren trat er wieder in der Wiener Staatsoper als Dirigent auf. Im Juni 1979 leitete er seine letzte Premiere an diesem Haus: Die Entführung aus dem Serail von Wolfgang Amadeus Mozart (Regie Dieter Dorn, Bühnenbild und Kostüme Jürgen Rose; mit Edita Gruberová, Horst Laubenthal und Rolf Boysen als Bassa Selim). 1980 dirigierte er bei einer Staatsopern-Tournee in Japan Ariadne auf Naxos von Richard Strauss. Im Frühjahr 1981 fanden seine letzten Auftritte in der Öffentlichkeit statt, als er in der Wiener Staatsoper eine Reihe von Aufführungen von Mozarts Le nozze di Figaro leitete. Wenige Wochen vor seinem Tod dirigierte Böhm noch einmal die Wiener Philharmoniker, bei der Einspielung der Tonspur für die Elektra-Verfilmung von Götz Friedrich.
Den Termin für sein ursprünglich geplantes Abschiedskonzert Anfang September anlässlich der Wiedereröffnung der Alten Oper in Frankfurt am Main erlebte Böhm nicht mehr. Er starb 86-jährig am 14. August 1981 während der Proben zu Richard Strauss’ Oper Ariadne auf Naxos. Wolfgang Sawallisch übernahm die musikalische Leitung und dirigierte diese Produktion auch im folgenden Festspielsommer. 
Böhms Grabstätte ist auf dem Steinfeldfriedhof in Graz.

## Schaffen
Gegenüber progressiven Opernregisseuren zeigte sich der allgemein als schwierig bekannte Böhm – dessen sarkastische oder zynische Bemerkungen legendär sind – bis zuletzt sehr aufgeschlossen. Er konzentrierte sich auf die musikalischen Aspekte einer Inszenierung und vermied es, sich in die Inszenierung einzumischen. So arbeitete er problemlos und wiederholt mit Wieland Wagner, Günther Rennert, Otto Schenk, Jean-Pierre Ponnelle, August Everding oder Dieter Dorn. Seine kongeniale Zusammenarbeit mit Wieland Wagner bei den Bayreuther Festspielen machte ihn insbesondere in Wagnerianerkreisen als einen der großen Wagner-Interpreten bekannt.
Karl Böhm dirigierte zahlreiche berühmte Orchester – vor allem die Wiener Philharmoniker, machte aber auch viele Plattenaufnahmen mit den Berliner Philharmonikern, darunter eine Gesamtaufnahme aller Mozart-Sinfonien – sowie an vielen namhaften Opernhäusern in Europa und den USA – etwa an der Metropolitan Opera in New York. Jahrzehntelang verbunden war er auch der Deutschen Oper Berlin und vielen bedeutenden Musikfestspielen (u. a. den Bayreuther Festspielen und vor allem den Salzburger Festspielen). Besonders eng war seine jahrzehntelange Beziehung zu den Wiener Philharmonikern, mit denen er zahlreiche Plattenaufnahmen realisierte, von denen einige auch als Film erhalten sind.
Der Schwerpunkt seines Repertoires lag auf der österreichischen und deutschen Musik der Klassik und Romantik. Ihm wurde eine Vorliebe zur Musik Mozarts nachgesagt, den er, eigener Aussage zufolge, für einen Revolutionär hielt. Zu Richard Strauss unterhielt er seit seiner Zeit in Dresden eine freundschaftliche Beziehung, er dirigierte einige Uraufführungen Strauss’scher Werke. In der Öffentlichkeit wurde Böhm im Kontrast zu seinem als mondän geltenden Landsmann Herbert von Karajan eher als bodenständiger Musiker wahrgenommen.

## Rezeption

### Auszeichnungen und Ehrungen

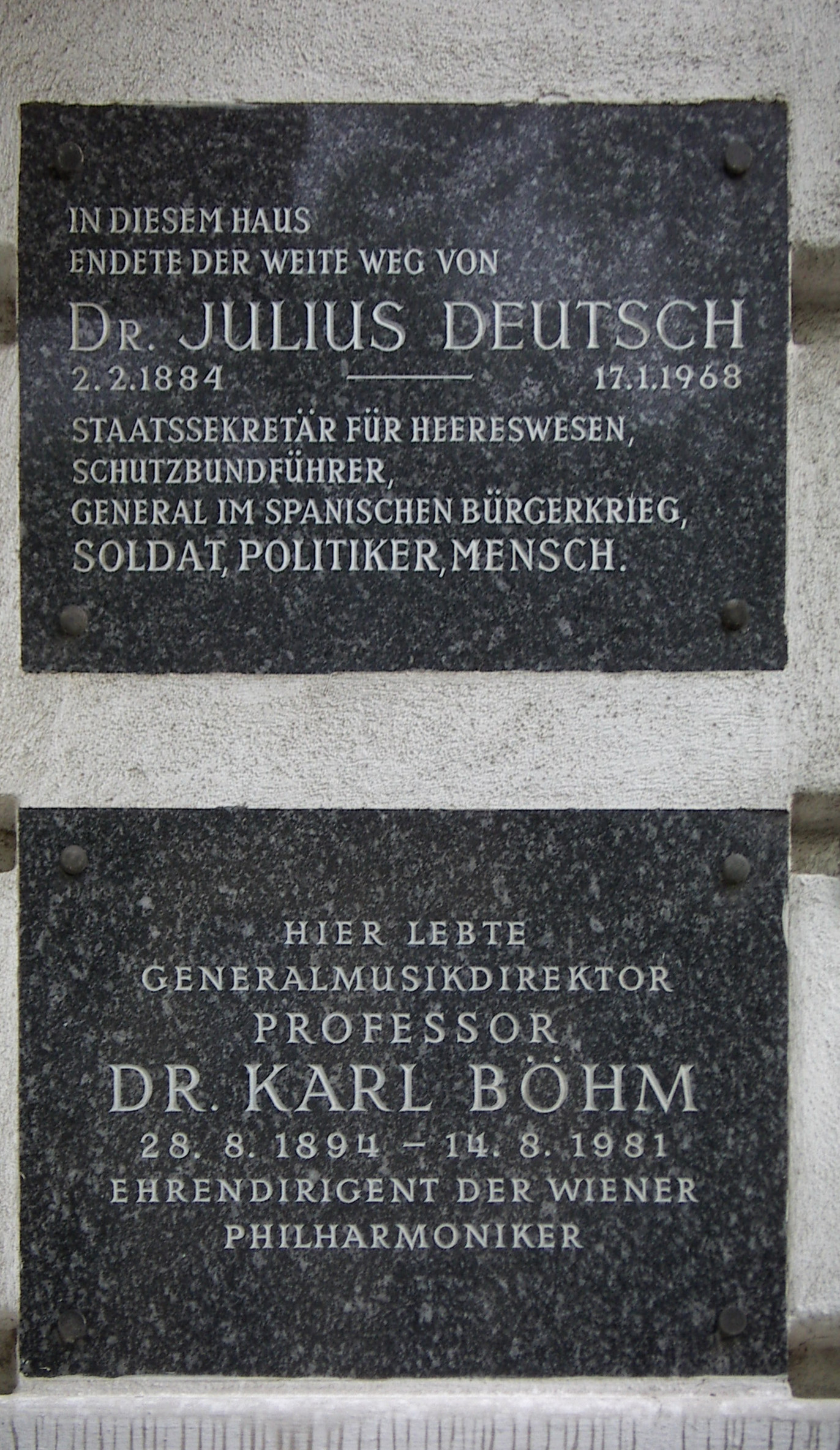
Gedenktafel in Wien-Grinzing

- 30. Jänner 1943: Kriegsverdienstkreuz II. Klasse ohne Schwerter
- 1957: Mozart-Medaille der Mozartgemeinde Wien[24]
- 1958: Großes Silbernes Ehrenzeichen für Verdienste um die Republik Österreich[25]
- 1960: Großes Verdienstkreuz der Bundesrepublik Deutschland
- 1962: Anton-Bruckner-Ring
- 1964: Ehrenring der Stadt Wien
- 1964: Ehrenmitgliedschaft des Beethoven-Hauses Bonn
- 1964: Berufstitel Generalmusikdirektor[26]
- 1965: Ehrensenator der Universität Graz
- 1967: Berliner Kunstpreis
- 1969: Großes Goldenes Ehrenzeichen für Verdienste um das Land Wien[27]
- 1970: Österreichisches Ehrenzeichen für Wissenschaft und Kunst
- 1974: Karl-Renner-Preis[27]
- 1976: Kommandeurkreuz der Ehrenlegion[28]
- 1978: Ehrenbürger der Stadt Wien[27]
- 1980: Benennung der Dr.-Karl-Böhm-Allee in Graz und Ehrenbürger von Graz
- 1981: Mozart-Medaille der Stadt Frankfurt (postum)[27]
- 1991: Österreichische 500-Schilling-Gedenkmünze[29] Karl Böhm in Silber
- Ehrenring des Landes Steiermark
- Goldener Ehrenring der Stadt Bayreuth
- Karl-Böhm-Straße im Vaterstettener Ortsteil Baldham, wo Böhm mehrere Jahre wohnte

Zwischen 1975 und 1981 wurde ein Dr. Karl-Böhm-Preis für junge österreichische Dirigenten viermal vergeben. Seit 1989 vergibt das Land Steiermark den Karl-Böhm-Interpretationspreis für herausragende Leistungen an Musikinterpreten.

### Kritik

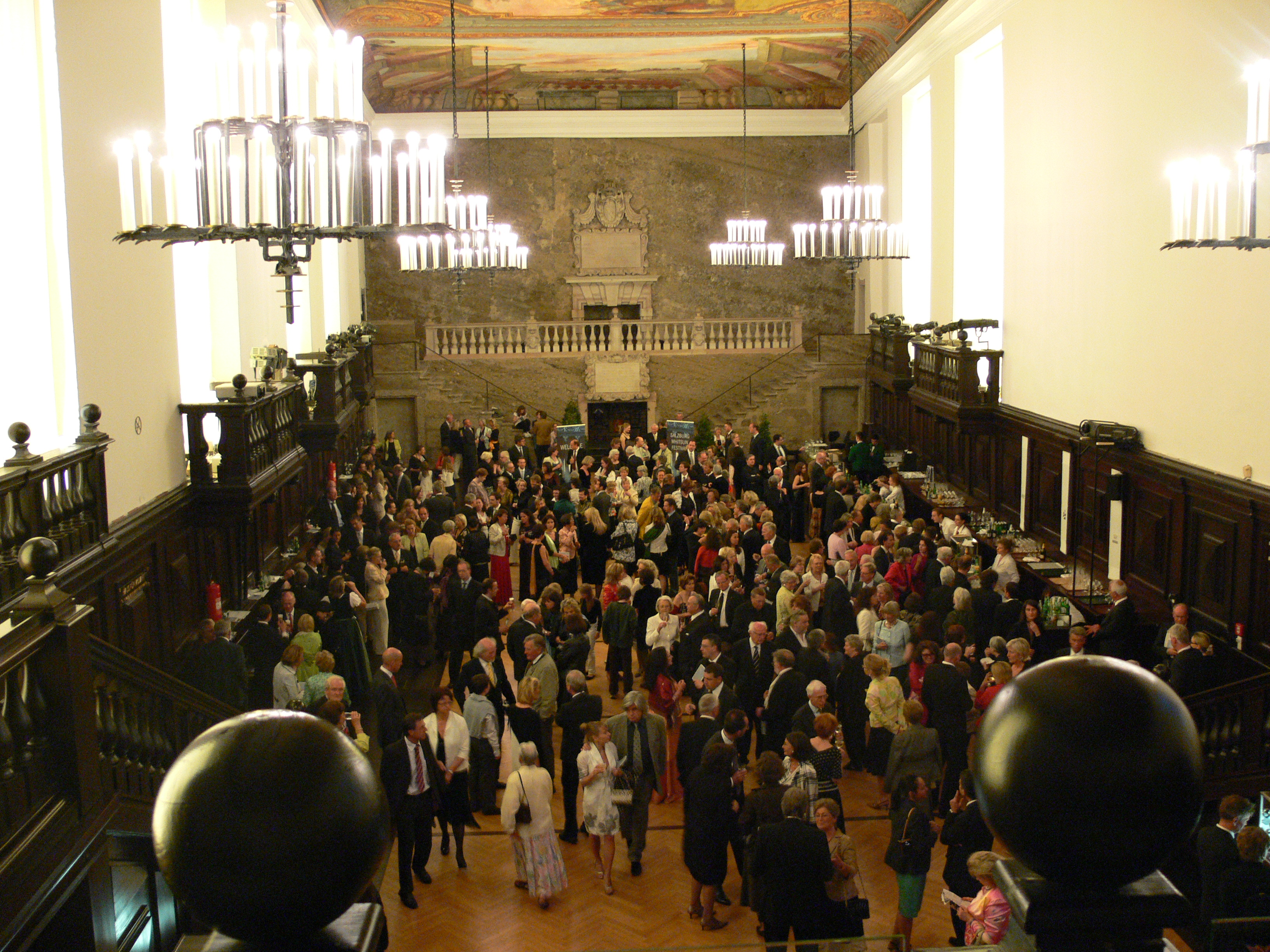
Karl-Böhm-Saal in Salzburg

Im Dezember 2015 beschloss das Kuratorium der Salzburger Festspiele, den Karl-Böhm-Saal im Haus für Mozart mit einer Tafel auszustatten, die auf die Rolle des Dirigenten in der NS-Zeit hinweist. Böhm sei im Gegensatz zu Herbert von Karajan kein NSDAP-Mitglied gewesen, gelte aber als Profiteur des „Dritten Reichs“. Auf der Tafel werde auf eine Internetadresse verwiesen, wo auf „Deutsch und Englisch die Persönlichkeit Karl Böhms dargestellt wird als das, was er war: ein großer Künstler, aber politisch fatal Irrender“.
Der Straßenname Dr.-Karl-Böhm-Allee in Graz wurde 2017 von einer Historikerkommission kritisch beurteilt, da Böhm „eine der kulturellen Stützen des Regimes“ gewesen sei. Er habe sich ab 1933 für die Nationalsozialisten engagiert und dabei sein künstlerisches Schaffen in den Dienst der Partei gestellt. Die Dr.-Karl-Böhm-Allee ist ein asphaltierter Fußgängerweg auf dem Grazer Schloßberg.

### Theaterstück
Paulus Hochgatterer schrieb das Theaterstück Böhm für Puppentheater. Die Idee stammte von dem Grazer Puppenspieler Nikolaus Habjan, der sich daran gestört hatte, dass Graz bisher „absolut unkritisch“ gegenüber Karl Böhm geblieben sei. Das Stück befasst sich mit dem Leben, Wirken und den Widersprüchen des Dirigenten. Die Uraufführung fand am 22. März 2018 im Grazer Schauspielhaus statt. Habjan brachte dabei als Solokünstler 15 verschiedene Puppen auf die Bühne. Das Stück Böhm war für den Nestroy-Theaterpreis 2018 nominiert.
Im Zusammenhang mit der Aufführung gab es einen fiktiven Kunstraub. Die Böhm-Büste im Grazer Opernhaus wurde „entwendet“.

## Schriften (Auswahl)
- —, Thea Linhard-Böhm (Verf.), Helene Berg (Adress.): Korrespondenz. Dresden/Wien/Velden 1938, OBV.
- —, Thea Linhard-Böhm (Verf.), Manfred Mautner Markhof (Adress.), Maria Mautner Markhof (Adress.): Korrespondenz. Graz/Baldham (u.a) 1946, OBV.
- Fragebogen. (1 maschinschriftlich ausgefüllter Fragebogen mit Unterschrift, 2 Blatt, 3 Seiten). Begleitmaterialien: Brief von Karlheinz Böhm, Druckfahne, 2 Zeitungsausschnitte. Österreich-Institut, Wien 1950, OBV.
- Die Wiedergeburt der Wiener Staatsoper. Lafite, Wien 1955, OBV.
- Bekenntnis zu Mozart. Aus: Musikerziehung, 14.1960/61,1, S. 44 f.
- —, Franz Eugen Dostal (Hrsg.): Begegnung mit Richard Strauss. Doblinger, Wien (u. a.) 1964, OBV.
- Über die Musik Mozarts und ihre Interpretation. Aus: Musikerziehung; 23.1969/70,3, S. 119–122, OBV.
- Ich erinnere mich ganz genau. Hrsg. Hans Weigel. Neuauflage. dtv, München 1980, ISBN 978-3-423-02519-5 (1968)